# Camino (browser)
Camino (dallo spagnolo camino "cammino, via, strada") era un browser web per macOS basato su Mozilla. Sostituiva la tipica interfaccia utente basata su XUL con un'implementazione Cocoa nativa. Camino non includeva componenti email o newsgroup, si concentrava sulla fornitura "solo browser" inserendo il motore di rendering Gecko in un'applicazione molto leggera. Il suo sviluppo è stato ufficialmente interrotto il 30 maggio 2013.
Mike Pinkerton era l'ultimo responsabile tecnico del progetto Camino da quando Dave Hyatt si trasferì nel team di sviluppo di Safari di Apple nel 2002.

## Storia del browser
La prima versione scaricabile fu la 0.1 pubblicata il 13 febbraio 2002. Le prime versioni divennero subito molto popolari a causa della loro velocità nel caricare le pagine (comparata alla velocità dell'allora browser Mac "dominante", Microsoft Internet Explorer versione 5.2). Molti dichiararono che era il browser per Mac più veloce al mondo, anche se non era così completo come i suoi concorrenti.
Hyatt venne assunto in Apple a metà del 2002 per iniziare a lavorare a quello che sarebbe diventato Safari. Nel frattempo il team di Chimera (primo nome di Camino) si unì a un altro team di Netscape, con sviluppo e assicurazione qualità dedicati, per sviluppare l'anteprima di una tecnologia a marchio Netscape da presentare alla Macworld conference del gennaio 2003. Comunque, due giorni prima della presentazione, il management di AOL decise di abbandonare l'intero progetto. Nonostante ciò, un piccolo gruppo di sviluppatori e testatori distribuì Camino 0.7 il 3 marzo 2003.
Il nome fu modificato da Chimera a Camino per questioni legali, a causa delle sue radici nella mitologia greca; "Chimera" è stata una scelta molto popolare per dare un nome ai sistemi hypermedia: per esempio, uno dei primi browser web grafici venne chiamato, appunto, Chimera, ed i ricercatori dell'Università Irvine della California avevano inoltre sviluppato un sistema hypermedia con lo stesso nome, eccetera.
Mentre la versione 0.7 era cominciata da Netscape e finita dall'open source, la versione 0.8 fu, come disse Pinkerton, responsabile del progetto «un trionfo dell'open source e dell'open process. Persone da tutto il mondo hanno contribuito al successo di Camino con patch, test, rilevazione di bug, localizzazioni, illustrazioni e passaparola».
Nel febbraio del 2005 Josh Aas, uno dei capo sviluppatori di Camino, è stato assunto dalla Mozilla Foundation per migliorare il supporto per Mac OS X in progetti come Firefox, Thunderbird e il toolkit di Mozilla. Ha cominciato a lavorare a tempo pieno per Mozilla nel maggio del 2005.

## Cronologia delle versioni di Chimera
- 0.1 — 13 febbraio 2002
- 0.2 — 6 aprile 2002
- 0.4 — 24 luglio 2002
- 0.5 — 9 settembre 2002
- 0.6 — 5 novembre 2002

## Cronologia delle versioni di Camino
| 0.1 | 13 febbraio 2002 |
| 0.2 | 6 aprile 2002    |
| 0.4 | 24 luglio 2002   |
| 0.5 | 9 settembre 2002 |
| 0.6 | 5 novembre 2002  |
| 0.7 | 6 marzo 2003     |
| 0.8 | 25 giugno 2004   |
| 1.0 | 14 febbraio 2006 |
| 1.5 | 5 giugno 2007    |
| 1.6 | 17 aprile 2008   |
| 2.0 | 18 novembre 2009 |

## Altri browser per Mac OS
- Amaya
- Cyberdog (il web browser di Apple prima dell'avvento di Safari)
- iCab
- Internet Explorer
- Links
- Lynx
- Mozilla
- Mozilla Firefox
- Netscape Navigator
- OmniWeb
- Opera
- Safari
- Shiira